# Vágar
Vágar (o Vágoy, in danese Vågø) è una delle 18 isole delle Isole Fær Øer e la più occidentale delle cosiddette "grandi isole". Ha un'estensione di 176,4 km², la terza dell'arcipelago, alle spalle di Streymoy e Eysturoy. Al 2016 contava 3 140 abitanti.
La forma dell'isola è molto particolare, in quanto assomiglia alla testa di un cane: il fiordo Sørvágsfjørður è la bocca e il lago Fjallavatn è l'occhio.

## Storia e turismo
Vágar è il primo porto di scalo per molti viaggiatori stranieri che arrivano nelle Isole Fær Øer, e qui ha sede l'unico aeroporto dell'arcipelago, l'Aeroporto di Vágar. Durante la seconda guerra mondiale era stato costruito un campo di aviazione dagli inglesi, i quali occupavano pacificamente le isole. Dopo la guerra restò in disuso per circa vent'anni, ma dopo fu rimesso in servizio, allargato e modernizzato come richiesto. Da qui transitano circa 170 000 passeggeri all'anno. Dei numerì così grandi rispetto agli standard faroesi sottoposero i mezzi di trasporto ad uno sforzo considerevole, così oggi un tunnel stradale sottomarino (Vágatunnilin) di 5 km di lunghezza collega Vágar con le due più grandi isole delle Isole Fær Øer e quindi con la capitale Tórshavn.
Su Vágar vi sono eccellenti attrazioni turistiche: qui si trovano i due più grandi laghi del paese - Sørvágsvatn e Fjallavatn - e durante l'estate gli enti turistici organizzano escursioni turistiche.

## Villaggi

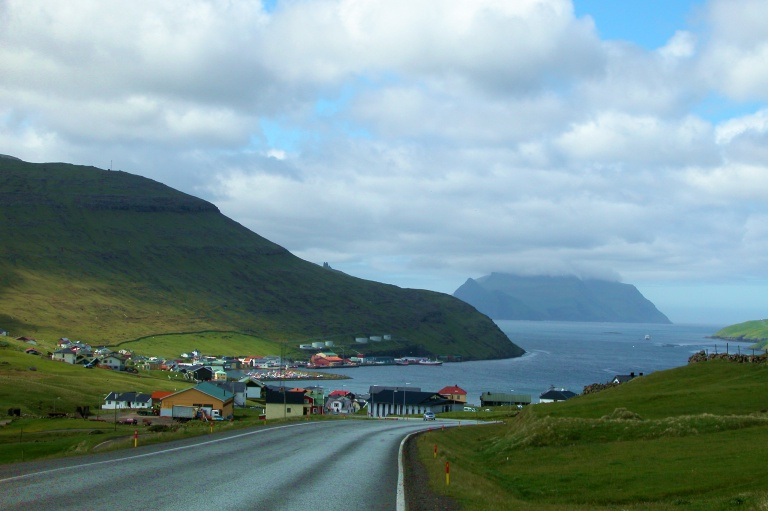
Sørvágur e l'isola di Mykines nello sfondo

A Vágar sono presenti due comuni, con una decina di villaggi.
Il comune di Vagar comprende i villaggi (un tempo anch'essi comuni) di Miðvágur e Sandavágur.
Il villaggio più grande è Miðvágur, che ha 1 025 abitanti (2003). È al centro dell'isola e così è diventato un centro importante, con una stazione di polizia, guardia medica e parrocchia. È anche un villaggio storico e qui stava Beinta Broberg, la moglie di un prete che era soprannominata “Beinta la malvagia”. Jørgen-Frantz Jacobsen narrò la storia della sua vita nel suo famoso racconto “Barbara”, che nel 1997 Niels Malmros fece diventare un film. La fattoria Kálvalíð al nord è la più antica casa del villaggio. Attualmente, al 2009, è il museo del villaggio.
Ad est di Miðvágur vi è Sandavágur, che ha una popolazione di 716 unità (2003). Anche questo è un villaggio storico. Qui aveva sede il law speaker delle Isole Fær Øer sino al 1816, quando l'ufficio fu abolito e le isole divennero un distretto amministrativo danese. Il sacerdote V. U. Hammershaimb, nato a Sandavágur nel 1819 e considerato il padre della Lingua faroese, era il figlio dell'ultimo law speaker. Una pietra runica datata intorno al 1200 fu trovata qui nel 1917 ed è adesso custodita nella chiesa di Sandavágur.
Il secondo comune dell'isola è Sørvágur, che è nella parte occidentale dell'isola, vicino all'aeroporto, e conta 980 abitanti (2003). Durante la seconda guerra mondiale, quando fu costruito il campo di aviazione fra il 1942 ed il 1944, vivevano a Sørvágur 5.000 soldati inglesi, ma adesso del loro campo a sud del villaggio rimangono poche tracce. Tindhólmur, Gáshólmur ed i due “drangar” (sorta di scogli) appartengono al villaggio. Dal villaggio si gode di un'ottima vista di questi.
Vágar ha due altri antichi villaggi: Bøur, che sta 4 km ad ovest di Sørvágur ed ha 69 abitanti (2003), e Gásadalur, che è il più lontano ad ovest sul fiordo di Mykines ed ha appena 16 abitanti (2003). Molte persone se ne sono andate da questo villaggio, ma adesso c'è un tunnel stradale dentro la montagna a collegarlo e si spera che il villaggio possa crescere ancora.
Nel 1921 sorse a Vágar un nuovo villaggio, Vatnsoyrar, che ora ha 41 abitanti. Fu fondato da tre uomini, ad ognuno dei quali era stato dato un appezzamento di terra da coltivare e per stabilirsi qui con la propria famiglia.

## Geografia

### Montagne
| Montagna                  | Altezza |
| ------------------------- | ------- |
| Árnafjall                 | 722 m   |
| Eysturtindur              | 715 m   |
| Malinstindur              | 683 m   |
| Jatnagarðar               | 676 m   |
| Reynsatindur              | 676 m   |
| Giliðtrítitindur          | 643 m   |
| Knattarheyggjur           | 630 m   |
| Snældansfjall             | 617 m   |
| Heinanøva                 | 612 m   |
| Jógvansfjall              | 595 m   |
| Breiðistíggjur            | 594 m   |
| Tungufelli                | 591 m   |
| Húsafelli                 | 591 m   |
| Krosstindur               | 574 m   |
| Gásafelli                 | 572 m   |
| Heldarstindur             | 572 m   |
| Jatnagarðar               | 563 m   |
| Krossafelli               | 545 m   |
| Berinartindur             | 524 m   |
| Grímstaðfjall             | 523 m   |
| Høgafjall                 | 515 m   |
| Vatnsdalsfjall            | 514 m   |
| Høvdin uttanfyri Eyrgjógv | 502 m   |
| Knavin                    | 485 m   |
| Rógvukollur               | 464 m   |
| Bolafløttur               | 458 m   |
| Eindalsfjall              | 449 m   |
| Tungufellið Lítla         | 443 m   |
| Mølin                     | 423 m   |
| Antinisfjall              | 392 m   |
| Ritubergsnøva             | 376 m   |
| Nónfjall                  | 367 m   |
| Klubbin                   | 352 m   |
| Lírisfelli                | 351 m   |
| Middagsfjall              | 343 m   |
| Suður á FjaIli            | 305 m   |
| Sundsnøva                 | 286 m   |
| Vørufelli                 | 284 m   |
| Kvívíksskoranøva          | 263 m   |
| Trælanípa                 | 333 m   |

### Laghi
| Name        | Area     |
| ----------- | -------- |
| Sørvágsvatn | 3,4 km²  |
| Fjallavatn  | 1,02 km² |

### Cascate
- Bøsdalafossur
- Múlafossur
- Reipsáfossur

### Isolotti
- Tindhólmur
- Gáshólmur
- Skerhólmur
- Trøllkonufingur
- Dunnusdrangar
- Filpusardrangur

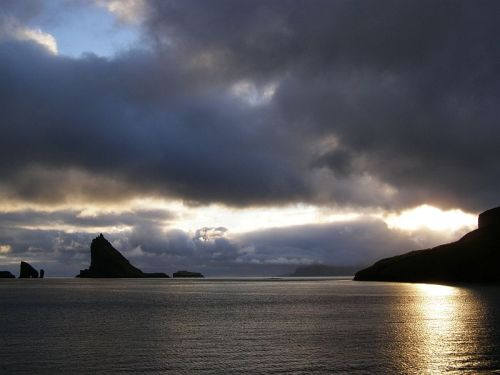
L'isolotto di Tindhólmur e Mykines

- Drangarnir - Lítli Drangur, Stóri Drangur